# Språngning

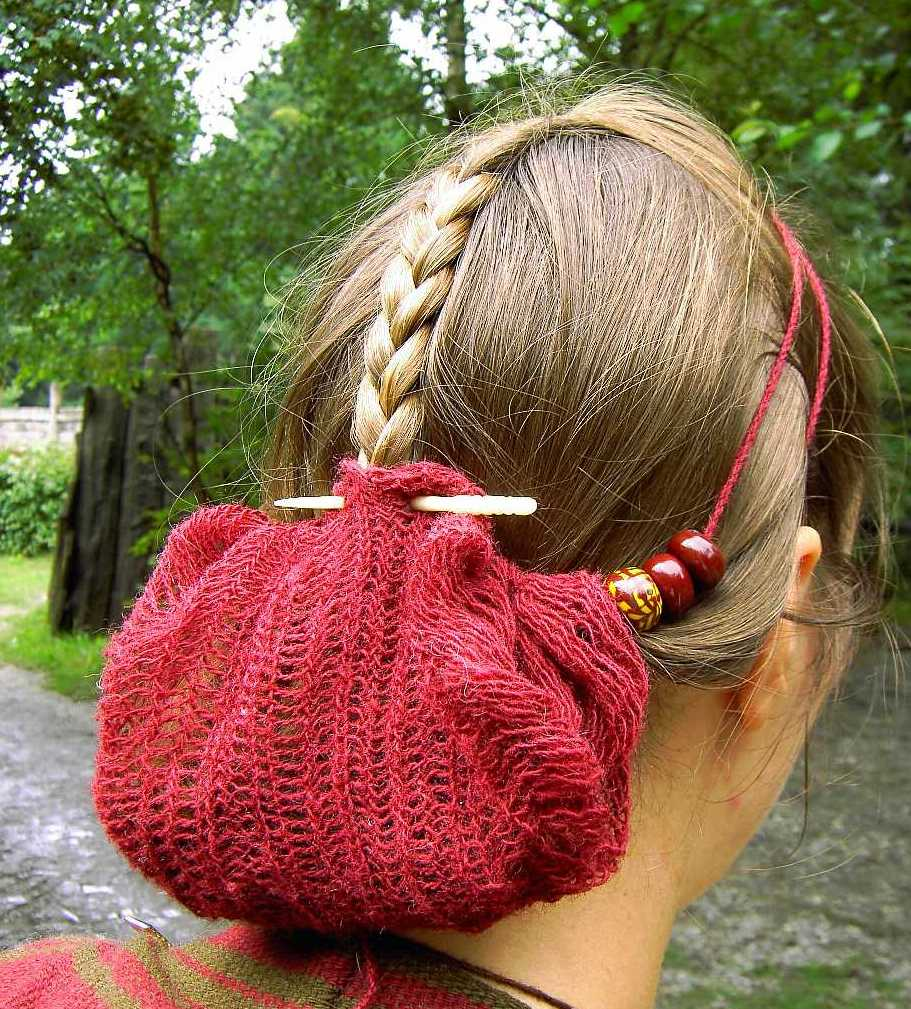
Rekonstruktion av ett språngat hårnät.

Språngning eller pinnbandsspets är en mycket gammal flätteknik. 
Tekniken finns dokumenterad i Norden under bronsåldern i ett fynd av ett hårnät av tagel och en huva. Huvan är så tätt språngad att den saknar nätstruktur. Den är även känd i Egypten genom fynd redan 2.000 f. Kr. och finns senare dokumenterad i Medelhavsområdet och Västeuropa. Namnet språngning är sydsvenskt, i Jämtland kallas tekniken pinnbandsflätning. I Norge kallas det sprang, ett namn som förekommer i medeltida källor och visar att tekniken varit känd i Norden då. Den har dock varit ganska sällsynt, det enda äldre kända högreståndsexemplet är ett stycke från Svalsö kyrka i Danmark, daterat 1707.
I Svensk allmogemiljö finns exempel på tekniken i Skåne, Småland, Halland, Östergötland och Jämtland. I början av 1800-talet inkom tillsammans med andra tekniker från Medelhavsområdet en ny variant av språngning, lanserad som handarbete på modet för vantar, väskor och börsar. Till vissa uniformer användes språngade skärp. Tekniken föll dock snart ur modet.
Resultatet är en elastisk textil som ofta misstas för att vara stickad.